# Slaughter's Big Rip-Off (album)
Slaughter's Big Rip-Off è un album di James Brown registrato come colonna sonora del film Un duro al servizio della polizia e pubblicato nel 1973.

## Tracce
1. Slaughter's Theme Song – 4:01
2. Tryin' to Get Over – 2:28
3. Transmorgrapfication – 2:00
4. Happy for the Poor – 2:45
5. Brother Rapp – 3:04
6. Big and Strong – 3:19
7. Really, Really, Really – 1:51
8. Sexy, Sexy, Sexy – 3:11
9. Tony Brother – 2:12
10. How Long Can I Keep Up – 5:31
11. People Get Up and Drive Your Funky Soul – 3:43
12. King Slaughter – 2:46
13. Straight Ahead – 2:45